# Pensiero strategico
Il pensiero strategico è una metodologia di processo che rientra nella strategia d'impresa e in particolare nell'area della pianificazione strategica con la finalità ultima di qualificare ed elevare l’azione dell’impresa.
I suoi scopi principali sono: consolidare e irrobustire la strategia d'impresa di lungo periodo delineando la direzione e la destinazione da raggiungere, migliorare l'efficacia dell'azione e della pianificazione operativa tramite la definizione la costruzione di solido pensiero analitico e pre-strategico, migliorare la fase di progettazione strategica precedente alla fase di esecuzione, ridurre e/o contenere i rischi strategici, consolidare e aumentare il vantaggio competitivo e il valore dell'impresa.
Gli ambiti principali del pensiero strategico sono: l'analisi strategica del vantaggio competitivo e del posizionamento strategico consolidato, il rinnovamento e il cambiamento del corporate purpose e della visione di lungo periodo, il miglioramento delle facoltà dell'intelligenza strategica dell'organizzazione e del gruppo di comando, la mappatura e la selezione delle opportunità e delle opzioni di crescita e di sviluppo più realistiche e realizzabili, la definizione del ciclo strategico e della governance.
Il Pensiero Strategico opera in sinergia con molte discipline della Strategia d'Impresa: change management, gestione del rischio, marketing strategico, gestione delle risorse umane, governo d'impresa, fusioni ed acquisizioni, turnaround, finanza.